# Medellín (canção)
"Medellín" é uma canção da cantora e compositora estadunidense Madonna e do cantor colombiano Maluma. A canção foi lançada em 17 de abril de 2019, como o primeiro single do décimo quarto álbum de estúdio de Madonna, Madame X (2019). O nome da canção é uma homenagem à cidade colombiana onde Maluma nasceu. Em 1 de maio, Madonna e Maluma cantaram-na juntos ao vivo no Billboard Music Awards de 2019.

## Antecedentes e lançamento
É ótimo trabalhar com ele. Um dos mais descontraídos, abertos, calorosos, generosos – não sai do estúdio até que o trabalho esteja concluído. Tem ótima ética de trabalho. Eu adoro ele. Nada além de grandes coisas a dizer sobre ele.

—Madonna sobre trabalhar com Maluma.

Após ter se mudado para para Lisboa, Portugal, em 2017, Madonna anunciou em seu Instagram que havia começado a trabalhar em seu décimo quarto álbum de estúdio em janeiro de 2018. Enquanto isso, ela conheceu o cantor colombiano Maluma após o mesmo ter se apresentado durante o MTV Video Music Awards de 2018. Em fevereiro de 2019, Maluma postou uma foto em seu Instagram no estúdio com Madonna. Ele revelou em uma entrevista à revista Forbes que eles estavam trabalhando juntos, dizendo: "Madonna e eu estamos cozinhando juntos, fazendo umas lindas canções. Estou muito animado. Isso é um passo enorme para a minha cultura, para a cultura latina, é muito muito importante." Em 15 de abril de 2019, Madonna compartilhou a capa do single em suas redes sociais. Madonna revelou, após o lançamento de Madame X, que decidiu colaborar com Maluma depois que percebeu que Maluma ama cavalos, assim como ela. A canção foi lançada em 17 de abril de 2019, às 12:00 PM EST, e estreou na rádio Beats 1.

## Composição
"Medellín" é uma canção de pop latino escrita em inglês e espanhol, executada no tom de Lá♭ maior, em compasso simples, com um tempo de 92 batidas por minuto, e que segue uma progressão de acordes de Lá♭–Sol♭–Mi♭, nos versos.

## Recepção crítica
A escritora da revista NME, Charlotte Gunn, chamou a faixa de uma "surpreendente, auto-reflexiva joia de canção pop", também notando que a canção tem um som "novo". Joey Nolfi, da Entertainment Weekly, chamou-a de "um hino arejado e pronto para o verão que vê os integrantes do dueto refletindo sobre lutas passadas enquanto sonham com uma viagem à cidade colombiana que dá nome à canção". Escrevendo para a revista Variety, Jem Aswad sentiu que "embora a canção não seja o sucesso da pista de dança que os fãs esperavam, é uma introdução sensual e promissora para a mais nova era de Madonna".
Sal Cinquemani da Slant opinou que "vocalmente, Maluma faz a maior parte do levantamento de peso na faixa bilíngue, com versos cheios de sugestões que fazem referência tanto à Colômbia quanto à cidade natal de Madonna, Detroit. Mas as harmonias açucaradas de Madonna, particularmente durante o empolgante gancho da canção, equilibram o ritmo gigolô de Maluma com uma doçura sonhadora", comparando-a com o sucesso de Madonna de 1987 "La Isla Bonita".

### No Brasil
Publicando um comentário menos elogioso em seu canal no YouTube, Regis Tadeu disse que a canção tem a mesma batida de "Bitch I'm Loca", e um resultado insatisfatório. Julia Sabbaga do site Omelete foi mais elogiosa, dizendo que Madonna trouxe o melhor da colaboração com o Maluma. Adriana Del Ré publicou uma crítica positiva no jornal O Estado de S. Paulo, dizendo que é "festiva" e "irresistível". Rodrigo Ortega do portal G1, em comentário neutro, disse que "[é] um reggaeton com produção moderninha (...) [com] estereótipos colombianos bobos ou equivocados." Thiago Nolla, do site CinePOP avaliou a canção com quatro de cinco estrelas.

## Videoclipe
O videoclipe para "Medellín" foi dirigido pela diretora espanhola Diana Kunst e pelo artista espanhol multi-disciplinário Mau Morgó.
O vídeo foi gravado em diversos locais de Portugal, onde a cantora tem vivido nos últimos tempos, incluindo um palácio do século XIX perto de Lisboa e corridas a cavalo na zona da Comporta. 
Em 17 de abril de 2019, foi lançado um teaser do videoclipe, seguido de sua estreia em 24 de abril, durante um especial ao vivo da MTV do Reino Unido e da MTV norte-americana, tendo sido transmitido por diversas MTVs ao redor do mundo, além de inúmeras mídias digitais. No especial, haviam links das cidades de Nova Iorque, Milão e São Paulo em que fãs tiveram a oportunidade de fazer perguntas à cantora.

## Apresentações ao vivo
Madonna e Maluma cantaram a canção ao vivo pela primeira vez durante o Billboard Music Awards, em 1 de maio de 2019. A revista Billboard elegeu-a como a segunda melhor performance da noite. Após a apresentação, a canção ganhou um aumento considerável de streamings, 261% , chegando assim a 2,2 milhões, sendo o valor anterior 596.000.

## Créditos
Lista-se abaixo os profissionais envolvidos na elaboração de "Medellín", de acordo com o serviço Tidal.
- Madonna: composição, vocalista principal, vocalista de apoio, produção
- Maluma: composição, vocalista participante
- Mirwais Ahmadzai: composição, produção
- Barrera: composição

## Desempenho nas tabelas musicais

### Tabelas semanais
| Tabela musical (2019)                 | Melhor posição |
| ------------------------------------- | -------------- |
| Argentina (Argentina Hot 100)         | 57             |
| Bélgica (Ultratop 50 de Flandres)     | 8              |
| Bélgica (Ultratop 40 de Valônia)      | 7              |
| Canadá (Digital Songs)                | 37             |
| China (Billboard)                     | 12             |
| Colômbia (Monitor Latino)             | 10             |
| Colômbia (National Report)            | 32             |
| Croácia (CDU)                         | 9              |
| Escócia (OCC)                         | 42             |
| Eslováquia (IFPI Slovenská Republika) | 53             |
| Espanha (PROMUSICAE)                  | 67             |
| Estados Unidos (Dance Club Songs)     | 1              |
| Estados Unidos (Hot Latin Songs)      | 18             |
| Estados Unidos (Pop Digital Songs)    | 21             |
| Europa (Euro Digital Songs)           | 15             |
| Finlândia (Finland Digital Songs)     | 5              |
| França (SNEP)                         | 11             |
| Grécia (Greece Digital Songs)         | 3              |
| Hungria (Single Top 40)               | 9              |
| Israel (Media Forest)                 | 7              |
| Itália (FIMI)                         | 37             |
| Japão (Japan Hot 100)                 | 73             |
| México (Mexico Airplay)               | 19             |
| Nova Zelândia (Recorded Music NZ)     | 37             |
| Polônia (ZPAV)                        | 32             |
| Portugal (Portugal Digital Songs)     | 4              |
| Reino Unido (UK Singles Chart)        | 87             |
| Romênia (Airplay 100)                 | 81             |
| Suíça (Schweizer Hitparade)           | 69             |
| Venezuela (National Report)           | 5              |

| Tabela musical (2019)                            | Posição |
| ------------------------------------------------ | ------- |
| Estados Unidos (Dance Club Songs)                | 27      |
| Estados Unidos (Latin Digital Song Sales)        | 17      |
| Estados Unidos (Latin Pop Digital Song Sales)    | 5       |
| Estados Unidos (Latin Rhythm Digital Song Sales) | 14      |
| Húngria (Single Top 40)                          | 86      |

## Certificações
| Região                                                       | Certificação | Vendas  |
| ------------------------------------------------------------ | ------------ | ------- |
| Itália (FIMI)                                                | Ouro         | 25,000‡ |
| ‡vendas+valores de streaming baseados apenas na certificação |              |         |

## Histórico de lançamento
| Região      | Data de lançamento  | Formato(s)                 | Gravadora             |
| ----------- | ------------------- | -------------------------- | --------------------- |
| Mundo       | 17 de abril de 2019 | Download digital streaming | Interscope Records    |
| Itália      | 17 de abril de 2019 | Rádios mainstream          | Universal Music Group |
| Reino Unido | 27 de abril de 2019 | Rádios mainstream          | Universal Music Group |